# Emilio Pericoli
Emilio Pericoli (Cesenatico, Romaña, 7 de enero de 1928 - Savignano sul Rubicone, 9 de abril de 2013) fue un cantante y actor italiano. 
Después de aprender a tocar el piano y la guitarra, en 1947 ingresó como cantante en la orquesta maestro Enzo Ceragioli, con quien actuó en Italia y en el extranjero durante varios años.
Gracias a la intervención de Lelio Luttazzi, en 1954 participó en el concurso de radio "Dieci canzoni da lanciare", el año siguiente, hizo su debut como actor en la película de Stefano Canzio "Il motivo in maschera", inspirado en el programa de radio homónimo presentado por Bongiorno Mike, en donde Pericoli participó como concursante.
Inició su trabajo como actor de teatro, participando en algunas comedias musicales como Valentina (puesta en escena por la compañía Isa Barzizza).
En 1959, con la firma del contrato con Dischi Ricordi, comenzó su período más exitoso, gracias a grabación de algunas canciones clásicas italianas de los años 30 y 40 y algunas canciones napolitanas (como "Anema e Core" y "Scalinatella") todos reunidos en dos álbumes, "Amori d'altri tempi" en 1961 y "Amori dei nostri anni ruggenti" publicado al año siguiente, con arreglos realizados por Iller Pattacini. En el mismo año 1961,  una versión del "Al di là", vendió más de un millón de copias, alcanzando el top 10 mejor venta de discos en Estados Unidos y entrar en el top 30 del Reino Unido. Además fue un gran éxito en México, alcanzando la posición #1 de las listas.
En el otoño de 1961 fue parte del elenco de Studio One, junto con Renata Mauro. Participó en el Festival de Sanremo en 1962 con Cuando cuando cuando, en pareja con el cantautor Tony Renis. Al año siguiente, el mismo par ganó el Festival con "Uno per tutte".
También en 1963, en Londres, participó en la octava edición del Festival de la Canción de Eurovisión, ganando el tercer lugar con la misma canción ganadora en San Remo.
Después de grabar durante unos años para Dischi Ricordi, a mediados de los sesenta se fue a Warner Bros, y al final de la década en Globe Records, distribuido por Bentler. Más tarde colaboró con algunas grabaciones con la banda Marc 4.
En septiembre de 2011 fue un invitado a la Rai 1 de Carlo Conti para el programa musical I migliori anni.